# Деформируемое тело
Деформи́руемое те́ло (англ. deformable body) — физическое тело, способное к деформации, то есть тело, способное изменить свою форму, внутреннюю структуру, объём, площадь поверхности под действием внешних сил. Относительная позиция любых составных точек деформируемого тела может изменяться. Деформируемые тела являются противоположностью абсолютно твёрдых тел, которые определены их элементами. Идеальным представлением деформируемого тела является бесконечное количество частиц, наполняющих его.
Согласно физике деформи́руемое те́ло — это механическая система, обладающая внутренними степенями свободы (в дополнение к поступательным и вращательным), которые обычно называют колебательными степенями свободы. Деформируемое тело без диссипационных степеней свободы называется абсолютно упругим телом; если же имеется диссипация, то тело называется неупругим.
Важнейшим случаем деформируемого тела является система взаимодействующих материальных точек, или, условно говоря, «молекула». «Молекула», состоящая из N «атомов» (то есть материальных точек), обладает в трёхмерном пространстве 3N степенями свободы, из которых три поступательных, три вращательных (две вращательных для двухатомной молекулы), и остальные — колебательные.
Деформируемое тело, по сравнению с абсолютно твёрдым телом, намного тяжелее симулировать и обработать. Уравнения движения деформируемого тела намного более сложны, так как необходима дополнительная система координат для учёта деформации тела. Теория малых смещений часто используется инженерами и физиками для решения проблем теории упругости, в которые вовлечена деформация. Это позволяет упростить проблему и облегчить её решение. Эти аппроксимации (приближения) позволяют методике очень сильно приблизиться к реальности, однако только до тех пор, пока деформации незначительные. Если необходимо обработать большие смещения, необходимо использовать метод конечных элементов.
Деформируемое тело может деформироваться под воздействием внешней силы (в этом случае энергия деформации передаётся через работу) или из-за изменения температуры (энергия деформации в этом случае передаётся через тепло). Результатом первого случая может быть растяжение (вытяжение) тела вдоль одной из его осей, сдавливание, изгиб и скручивание. Во втором случае наиболее значительным фактором, определяемым величиной температуры, является подвижность структурных дефектов: межзёренных границ, вакансий, линейных и винтовых дислокаций, дефектов упаковки, двойников. Перемещение и сдвиг таких подвижных дефектов активируется термически, и потому ограничено уровнем атомной диффузии. Деформации обычно характеризуются тензором деформации.